# Vlindermolen
De Vlindermolen is een overdekte rupsbaan in het Nederlandse attractiepark de Efteling.
De Vlindermolen bevindt zich op het Anton Pieckplein. Hij werd op 20 januari 1977 aangekocht en omgebouwd naar ontwerp van Ton van de Ven.
Tot 1989 stond de Vlindermolen in de Speeltuin vlak bij het voormalige Kinderbad. Na de bouw van Lavenlaar werd de molen verplaats. Vanaf de grote renovatie in 2003 van het Anton Pieckplein staat de molen sinds 2003 tussen Smulpaap en Moeder Gijs.

## Trivia
- In 2003 bij de heropening kreeg de molen een nieuw dak naar ontwerp van Michel den Dulk.
- In 2017 onderging de molen een grote renovatie.

Lijst van attracties in de Efteling · Lijst van sprookjes in de Efteling · Afbeeldingen